# Deh-e Shāţer
Deh-e Shāţer (persiska: دِهِ شاكِر, دُمِ شاتير, دُمِ شاطِر, دِهِ شاطِر, دِه شاطِر, دَم شاطِر, Deh-e Shāker, ده شاطر) är en ort i Iran.   Den ligger i provinsen Hamadan, i den nordvästra delen av landet, 300 km sydväst om huvudstaden Teheran. Deh-e Shāţer ligger 1 678 meter över havet och antalet invånare är 520.
Terrängen runt Deh-e Shāţer är platt åt sydost, men åt nordväst är den kuperad. Runt Deh-e Shāţer är det ganska tätbefolkat, med 104 invånare per kvadratkilometer. Närmaste större samhälle är Azandarīān, 19,3 km nordost om Deh-e Shāţer. Trakten runt Deh-e Shāţer består i huvudsak av gräsmarker.